# Grappillon
Le grappillon, ou verjus par abus de langage, est un raisin de seconde génération.

## Formation

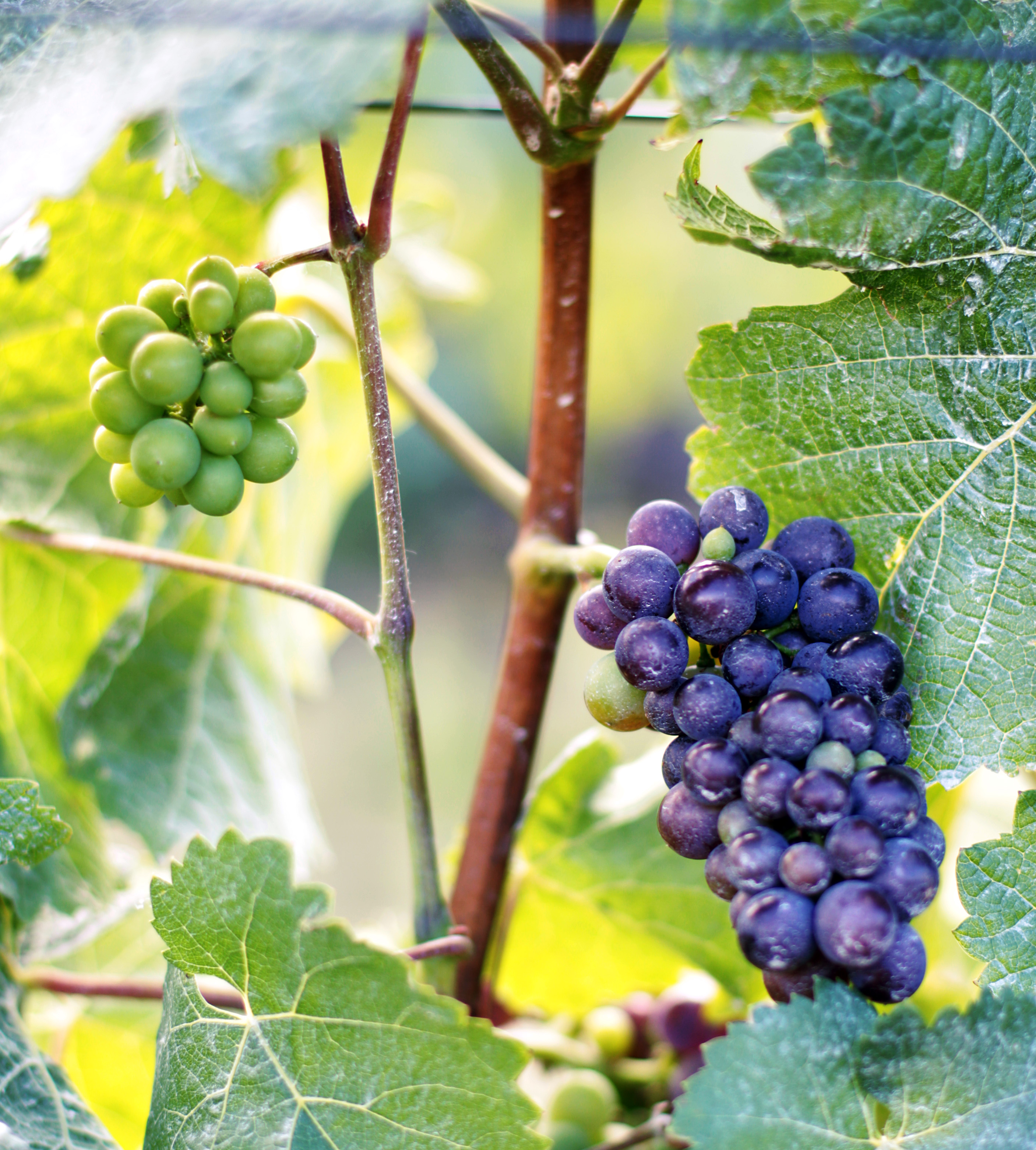
Verjus sur entrecœur et grappe principale sur rameau, observant une différence de maturité

Lors de la pousse de la vigne, des grappes apparaissent sur le rameau. Après une pousse importante, une seconde sortie de grappes peut se former issue d'une seconde floraison, cependant les grappillons apparaissent plus fréquemment à la suite d'un rognage, soit après la suppression de l'apex du rameau, qui déclenche la pousse d'entrecœurs, des rameaux latéraux de seconde générations. C'est sur ces derniers que la seconde floraison aura lieu, et la formation de grappes de seconde génération. Apparaissant un mois voire un mois et demi plus tardivement par rapport aux premières, elles n'ont généralement pas le temps de mûrir, sauf les années exceptionnellement précoces, comme le millésime 2003 en France. En revanche, elles utilisent une partie de l'énergie produite par la vigne et en grand nombre, elles peuvent nuire à la bonne maturité des raisins de première génération (récoltés lors de la vendange). Les verjus auront donc une teneur en sucre inférieure et une teneur en acides supérieure.

## Grappillage
Le terme grappiller vient de la récolte de ces grappillons qui se faisait autrefois, bien après les vendanges. Ces raisins servaient à faire du verjus, plus rarement du vin, la maturité étant insuffisante. Le grappillage est interdit par la majorité des décrets d'appellation, la récolte de ces raisins devant être comprise dans les rendements parcellaires.

## Conséquences en viticulture
Certaines opérations viticoles peuvent favoriser l'apparition de grappillons. Le rognage trop sévère ou trop précoce favorise leur apparition. Certains cépages sont aussi plus aptes à produire des grappillons, comme le gamay. Ce défaut peut se transformer en qualité : lors de gels tardifs qui détruisent les premiers bourgeons, la sortie secondaire peut porter une petite récolte.
L'utilisation d'éclaircissage chimique peut aider à éliminer une trop grande proportion de grappillons.

## Illustrations
Comparaison de raisins de gamay et verjus à la même date, au mois de septembre.

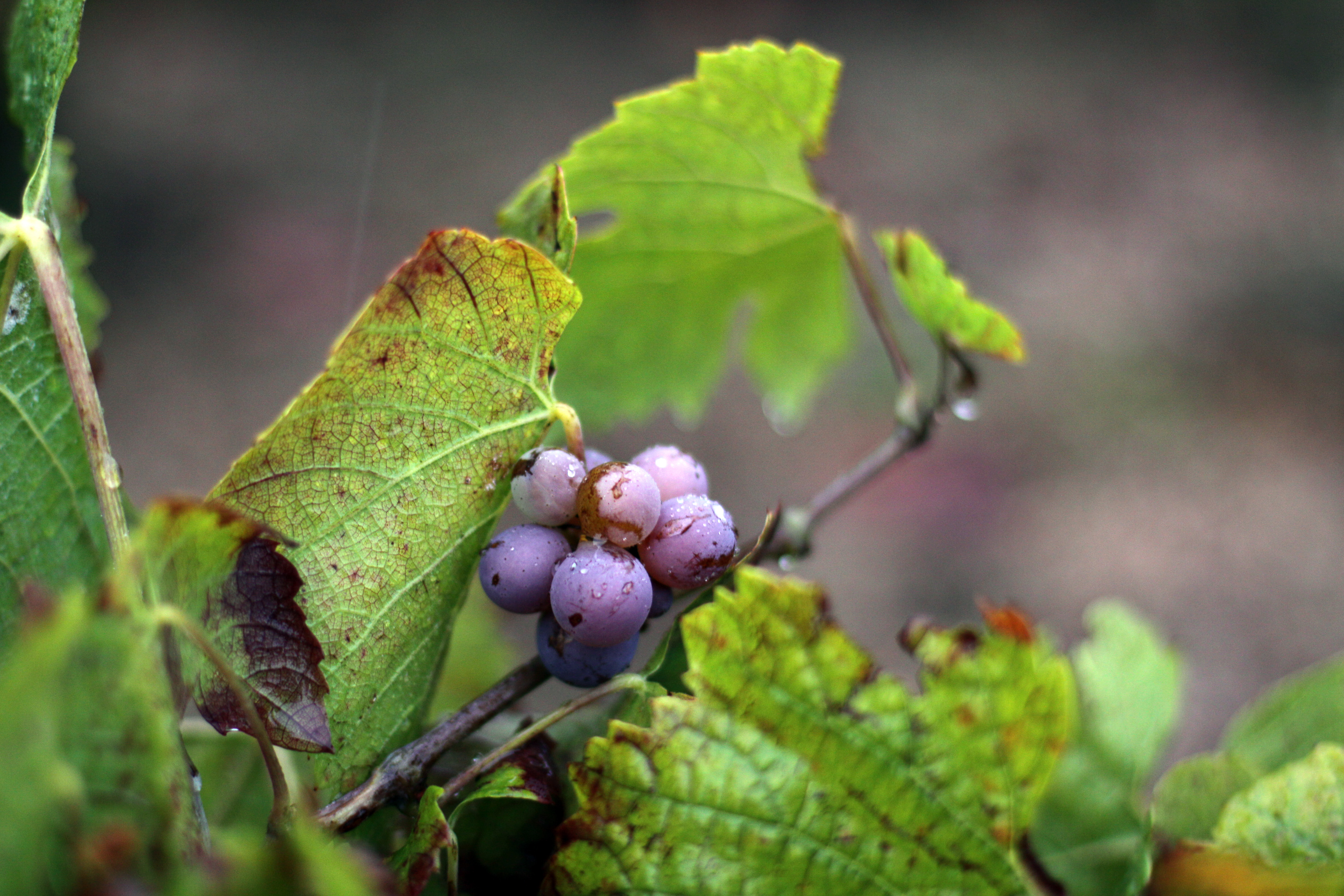
Grappillon, ou verjus, de gamay non arrivé à maturité
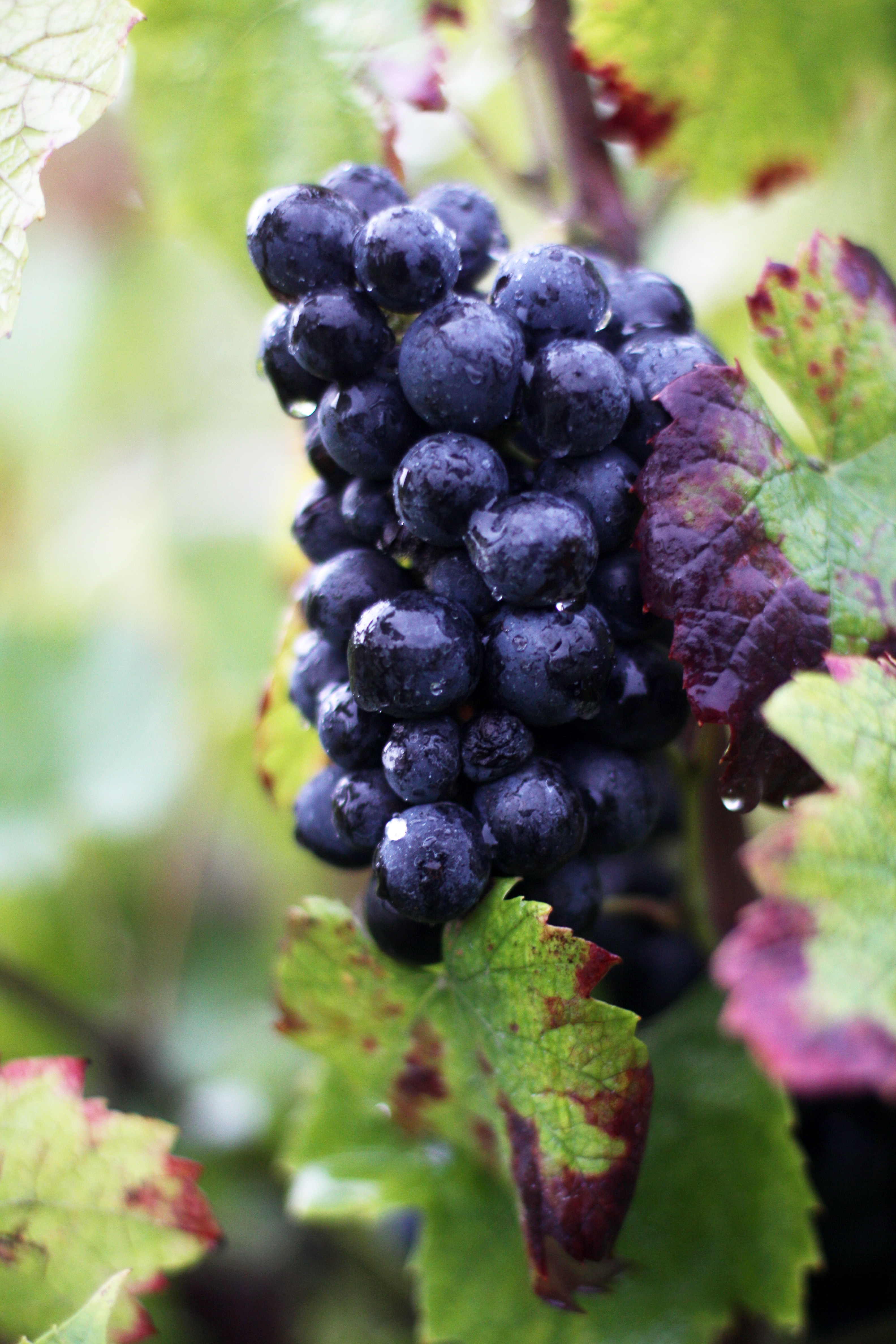
Grappe de gamay à maturité
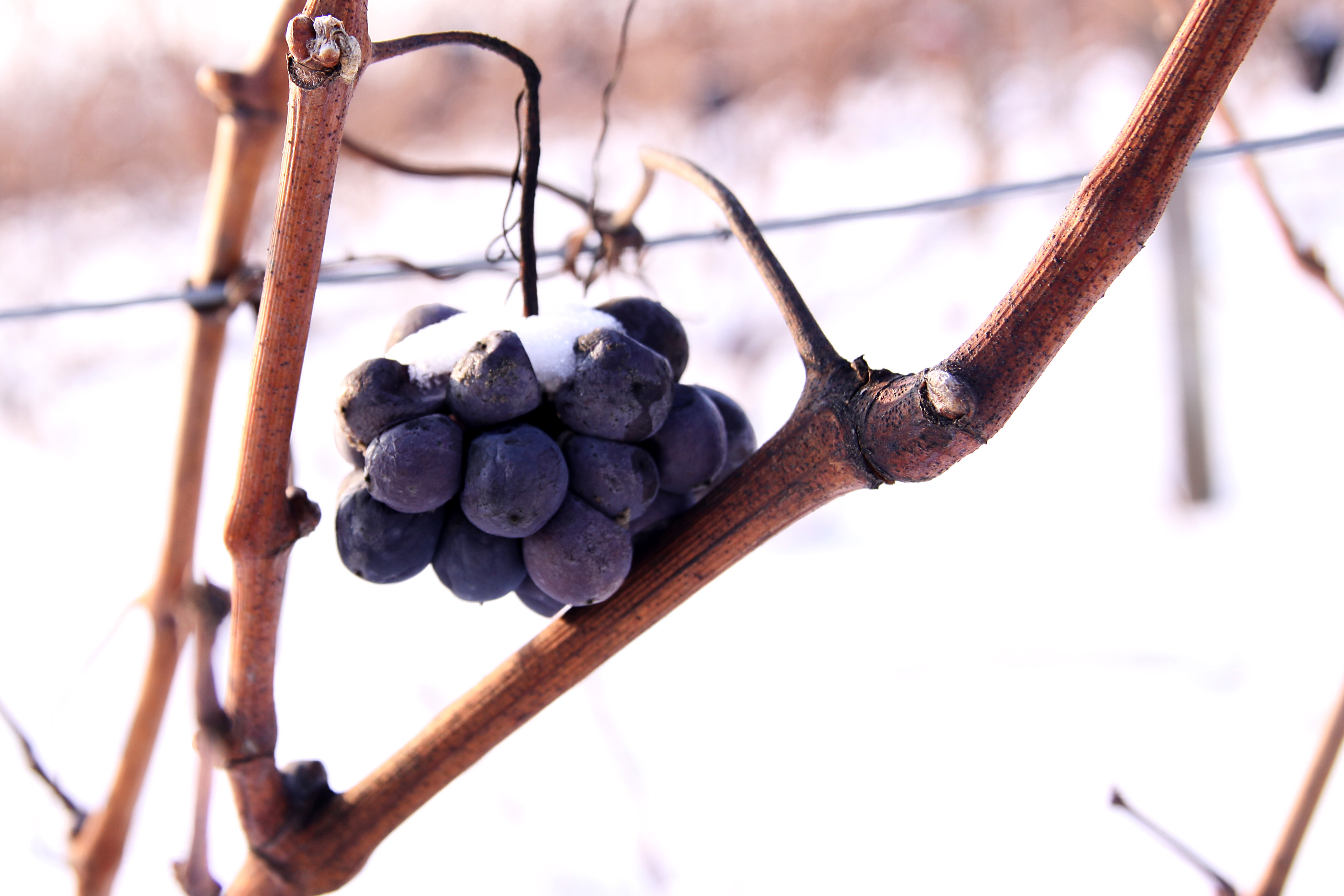
Grappillon de Pinot noir arrivé à maturité en hiver au lieu de l'automne

## Excroissance

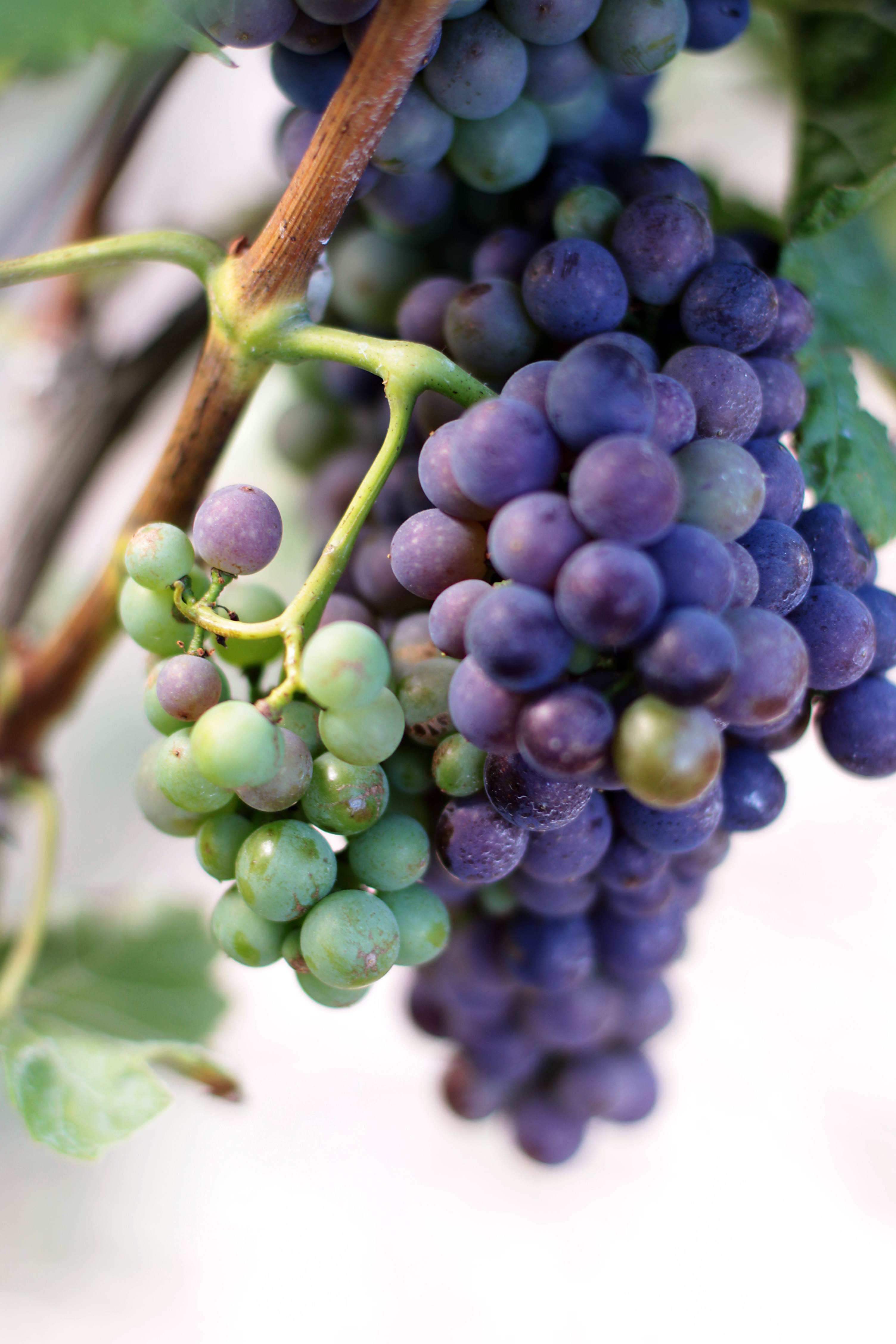
Grappe et grappillon, observant une différence de maturité

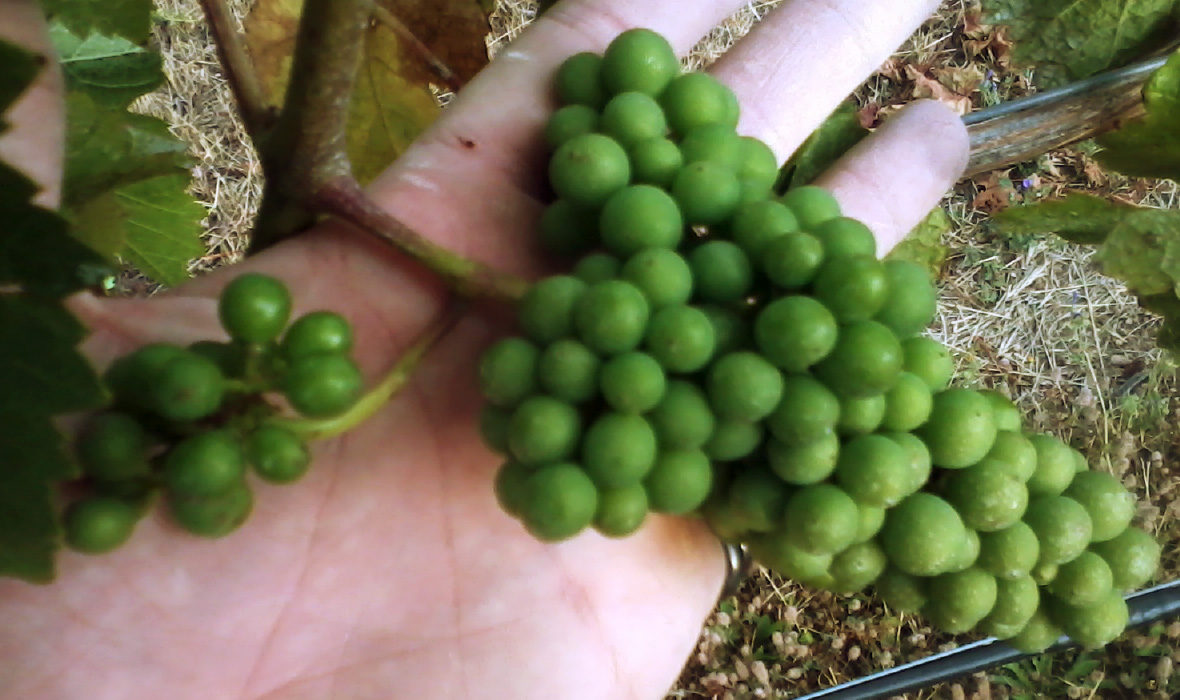
Raisin et son grappillon à gauche

Le terme grappillon, ou épaule est également utilisé pour désigner une partie des raisins de première génération, qui se distingue par une excroissance détachée de la grappe. Cependant elle possède des propriétés très similaires à la grappe elle-même. On observe cependant une croissance et donc une taille moindre pour les baies du grappillon que celles de la grappe. L'excroissance n'atteint pas la même maturité que la grappe et observe un retard de croissance.